# Нашид
Нашид (араб. نشيد, означає: «поспів'я», також nasyid в Малайзії та Індонезії) — мусульманське поспів'я, яке традиційно виконують чоловічим голосом без супроводу музичних інструментів. Використання музичних інструментів, на думку багатьох богословів, зокрема й засновників чотирьох із основних мазгабів ісламу, не дозволено. Серед сучасних виконавців нашидів як араби, так і артисти з неарабських країн, що співають іншими мовами (часто турецькою чи англійською).